# The Animals (album VB)
The Animals prvi je studijski album britanskog rock sastava The Animals koji izlazi 1964.g. Album iste godine pod istim imenom The Animals ali drugačijeg sadržaja izlazi u Americi.

## Popis pjesama

### Strana prva
1. "Story of Bo Diddley"
2. "Bury My Body"
3. "Dimples"
4. "I've Been Around"
5. "I'm In Love Again"
6. "The Girl Can't Help It"

### Strana druga
1. "I'm Mad Again"
2. "She Said Yeah"
3. "Night Time Is the Right Time"
4. "Memphis Tennessee"
5. "Boom Boom"
6. "Around and Around"

## Izvođači
- Alan Price - gitara, pianino, orgulje, vibrafon, bas-gitara
- Bryan James "Chas" Chandler - bas-gitara
- John Steel - bubnjevi